# Alan Bullock
Alan Louis Charles Bullock, o Barão Bullock (Trowbridge, 13 de dezembro de 1914 - Oxfordshire, 2 de fevereiro de 2004) foi um historiador britânico, conhecido principalmente pelo seu livro Hitler: A Study in Tyranny, (de 1952) a primeira biografia mais completa de Adolf Hitler, que inflenciou muitas das suas biografias posteriores.

## Vida

Alan Bullock (à direita)com Peter Johnson em Julho de 1991

Bullock nasceu em Trowbridge, em Wiltshire, na Inglaterra, onde seu pai trabalhava como jardineiro e pregador. Estudou na  Bradford Grammar School e no Wadham College, Oxford, fonde se formou-se em 1938. Em seguida, participa como um pesquisador associado para Winston Churchill , que na altura escrevia o seu livro History of the English-Speaking Peoples (A História dos Povos de língua Inglesa). Durante a Segunda Guerra Mundial, trabalhou para o Serviço Europeu da BBC. Após a guerra, ele ensinou na Universidade de Oxford e fundou o Colégio St. Catherine.
O seu livro  Hitler: Um Estudo em Tirania,  publicado em 1952 a primeira biografia importante de Adolf Hitler, permaneceu por muito tempo um trabalho padrão para  pesquisas de Hitler. Sua tese original de Hitler como puramente oportunista do poder político Bullock reviu mais tarde.  Em 1991, Bullock publicou as biografias de Hitler e Stalin no livro "Hitler and Stalin: Parallel Lives".
Bullock foi um defensor ao longo da vida do Partido Trabalhista Britânico. Seus pontos de vista socialistas moderados influenciaram sua obra histórica. Ele também escreveu uma biografia de três volumes do sindicalista e secretário de Relações Exteriores Ernest Bevin. Ele foi um dos fundadores do Partido Social Democrata (mais tarde o Partido Liberal). Em 1972, Bullock ascendeu a cavaleiro e em 1976 à Barão Bullock de Leafield em Oxfordshire. Em 2004, faleceu em uma casa de repouso, no condado de Oxfordshire.

## Obras
- Hitler: Um Estudo em tirania. Londres 1952 (alemão Hitler. Um estudo de tirania. Droste, Düsseldorf 1953)
- Mãe Rússia (alemão Rússia, passado e presente. Humboldt, Munique 1971)
- Hitler e Stalin: Vidas Paralelas. 1991 (alemão Hitler e Stalin. Vidas Paralelas. Settlers, Berlim 1991)